# 阿里納冰川
阿里納冰川（英語：Arena Glacier）是南極洲的冰川，位於葛拉漢地的特里尼蒂半島，流經泰勒山，最終在謝潑德角西南面4公里注入霍普灣，在1948年由英國探險隊繪入地圖。
63°24′S 57°3′W / 63.400°S 57.050°W